# Orsinome sarasini
Orsinome sarasini là một loài nhện trong họ Tetragnathidae.
Loài này thuộc chi Orsinome. Orsinome sarasini được miêu tả năm 1924 bởi Berland.